# ژان موسته
ژان موسته (انگلیسی: Jean Mousté؛ زادهٔ ۲ ژانویهٔ ۱۹۹۴) بازیکن فوتبال اهل گینه است.
وی همچنین در تیم ملی فوتبال گینه بازی کرده است.